# Nuoto ai campionati mondiali di nuoto 2024 - 50 metri farfalla femminili
La gara degli 50 metri farfalla femminili dei campionati mondiali di nuoto 2024 si è svolta il 16 e 17 febbraio 2024 presso l'Aspire Dome di Doha.

## Podio
| Pos.    | Atleta          | Nazione |
| ------- | --------------- | ------- |
| Oro     | Sarah Sjöström  | Svezia  |
| Argento | Mélanie Henique | Francia |
| Bronzo  | Farida Osman    | Egitto  |

## Record
Prima della manifestazione il record del mondo (RM) e il record dei campionati (RC) erano i seguenti.
|  | 24"43 | Sarah Sjöström | 5 luglio 2014 Borås     |
|  | 24"60 | Sarah Sjöström | 29 luglio 2017 Budapest |

Durante la competizione non sono stati migliorati record.

## Programma
| Data             | Ora (UTC+3) | Turno      |
| ---------------- | ----------- | ---------- |
| 16 febbraio 2024 | 10:33       | Batterie   |
| 16 febbraio 2024 | 20:17       | Semifinali |
| 16 febbraio 2024 | 21:10       | Semifinali |
| 17 febbraio 2024 | 19:02       | Finale     |

## Risultati

### Batterie
| Pos. | Batteria | Corsia | Atleta                      | Nazionalità                 | Tempo        | Note |
| ---- | -------- | ------ | --------------------------- | --------------------------- | ------------ | ---- |
| 1    | 7        | 4      | Sarah Sjöström              | Svezia                      | 24"88        | Q    |
| 2    | 6        | 4      | Mélanie Henique             | Francia                     | 25"44        | Q    |
| 3    | 6        | 5      | Erin Gallagher              | Sudafrica                   | 25"69        | Q    |
| 4    | 5        | 4      | Farida Osman                | Egitto                      | 25"88        | Q    |
| 5    | 7        | 6      | Alexandria Perkins          | Australia                   | 25"89        | Q    |
| 6    | 7        | 3      | Angelina Köhler             | Germania                    | 25"92        | Q    |
| 7    | 5        | 7      | Kim Busch                   | Paesi Bassi                 | 25"93        | Q    |
| 8    | 6        | 6      | Louise Hansson              | Svezia                      | 25"98        | Q    |
| 9    | 6        | 2      | Brianna Throssell           | Australia                   | 26"04        | Q    |
| 10   | 5        | 2      | Yu Yiting                   | Cina                        | 26"06        | Q    |
| 11   | 6        | 3      | Neža Klančar                | Slovenia                    | 26"07        | Q    |
| 12   | 7        | 5      | Maaike de Waard             | Paesi Bassi                 | 26"13        | Q    |
| 13   | 5        | 3      | Anna Ntountounaki           | Grecia                      | 26"26        | Q    |
| 14   | 4        | 6      | Anastasiya Kuliashova       | Atleti neutrali autorizzati | 26"32        | Q    |
| 15   | 7        | 7      | Sofia Spodarenko            | Kazakistan                  | 26"38        | Q    |
| 16   | 6        | 7      | Paulina Peda                | Polonia                     | 26"44        | Q    |
| 17   | 5        | 6      | Roos Vanotterdijk           | Belgio                      | 26"47        |      |
| 17   | 7        | 2      | Katerine Savard             | Canada                      | 26"47        |      |
| 19   | 4        | 5      | Lismar Lyon                 | Venezuela                   | 26"57        |      |
| 20   | 6        | 1      | Julia Maik                  | Polonia                     | 26"75        |      |
| 21   | 6        | 8      | Quah Ting Wen               | Singapore                   | 26"78        |      |
| 22   | 6        | 0      | Jenjira Srisaard            | Thailandia                  | 26"84        |      |
| 22   | 7        | 1      | Sonia Laquintana            | Italia                      | 26"84        |      |
| 24   | 5        | 8      | Chiharu Iitsuka             | Giappone                    | 26"85        |      |
| 25   | 4        | 2      | Emma Harvey                 | Bermuda                     | 26"88        |      |
| 26   | 7        | 9      | Huang Mei-chien             | Taipei cinese               | 27"07        |      |
| 27   | 7        | 8      | Tam Hoi Lam                 | Hong Kong                   | 27"09        |      |
| 28   | 7        | 0      | Tayde Sansores              | Messico                     | 27"18        |      |
| 29   | 5        | 9      | Sirena Rowe                 | Colombia                    | 27"29        |      |
| 30   | 4        | 3      | Jasmine Alkhaldi            | Filippine                   | 27"32        |      |
| 31   | 4        | 1      | Amel Melih                  | Algeria                     | 27"34        |      |
| 32   | 5        | 0      | Jessica Calderbank          | Giamaica                    | 27"47        |      |
| 33   | 4        | 4      | Marina Spadoni              | El Salvador                 | 27"64        |      |
| 34   | 4        | 7      | Gabriela Ņikitina           | Lettonia                    | 27"87        |      |
| 35   | 4        | 8      | Luana Alonso                | Paraguay                    | 28"06        |      |
| 36   | 4        | 0      | Jóhanna Elin Guðmundsdóttir | Islanda                     | 28"19        |      |
| 37   | 4        | 9      | Imara Thorpe                | Kenya                       | 28"34        |      |
| 38   | 3        | 5      | Adaku Nwandu                | Nigeria                     | 28"87        |      |
| 39   | 3        | 6      | Cheang Weng Chi             | Macao                       | 29"03        |      |
| 40   | 3        | 3      | Victoria Russell            | Bahamas                     | 29"16        |      |
| 41   | 3        | 4      | Cherelle Thompson           | Trinidad e Tobago           | 29"58        |      |
| 42   | 1        | 3      | Kirabo Namutebi             | Uganda                      | 29"62        |      |
| 43   | 2        | 2      | Mia Laban                   | Isole Cook                  | 30"08        |      |
| 44   | 3        | 2      | Naekeisha Louis             | Saint Lucia                 | 30"44        |      |
| 45   | 3        | 1      | Ekaterina Bordachyova       | Tagikistan                  | 30"65        |      |
| 46   | 2        | 1      | Denise Donelli              | Mozambico                   | 30"69        |      |
| 47   | 3        | 7      | Mira Al-Shehhi              | Emirati Arabi Uniti         | 30"82        |      |
| 48   | 3        | 8      | Taffi Illis                 | Sint Maarten                | 31"37        |      |
| 49   | 2        | 8      | Rana Saadeldin              | Sudan                       | 32"03        |      |
| 50   | 3        | 0      | Arleigha Hall               | Turks e Caicos              | 32"94        |      |
| 51   | 2        | 6      | Amylia Chali                | Tanzania                    | 33"14        |      |
| 52   | 2        | 5      | Galyah Mikel                | Palau                       | 35"60        |      |
| 53   | 3        | 9      | Jessica Makwenda            | Malawi                      | 35"65        |      |
| 54   | 1        | 4      | Grâce Nguelo'o              | Camerun                     | 35"96        |      |
| 55   | 2        | 7      | Neema Nyirabyenda           | Ruanda                      | 36"27        |      |
| 56   | 2        | 4      | Lina Selo                   | Etiopia                     | 36"34        |      |
| 57   | 2        | 3      | Daknishael Sanon            | Haiti                       | 36"94        |      |
| DSQ  | 5        | 1      | Tamara Potocká              | Slovacchia                  | Squalificata |      |
| DNS  | 1        | 5      | Hearmela Melke              | Eritrea                     | Non partita  |      |
| DNS  | 2        | 0      | Yaba Kamara                 | Sierra Leone                | Non partita  |      |
| DNS  | 5        | 5      | Claire Curzan               | Stati Uniti                 | Non partita  |      |
| DNS  | 6        | 9      | Barbora Seemanová           | Rep. Ceca                   | Non partita  |      |

### Semifinali
| Pos. | Batteria | Corsia | Atleta                | Nazionalità                 | Tempo | Note |
| ---- | -------- | ------ | --------------------- | --------------------------- | ----- | ---- |
| 1    | 2        | 4      | Sarah Sjöström        | Svezia                      | 25"08 | Q    |
| 2    | 1        | 4      | Mélanie Henique       | Francia                     | 25"27 | Q    |
| 3    | 1        | 5      | Farida Osman          | Egitto                      | 25"80 | Q    |
| 4    | 1        | 2      | Yu Yiting             | Cina                        | 25"81 | DSQ  |
| 4    | 2        | 3      | Alexandria Perkins    | Australia                   | 25"81 | Q    |
| 6    | 2        | 5      | Erin Gallagher        | Sudafrica                   | 25"86 | Q    |
| 7    | 2        | 2      | Brianna Throssell     | Australia                   | 25"97 | Q    |
| 8    | 1        | 3      | Angelina Köhler       | Germania                    | 25"98 | SO   |
| 8    | 2        | 1      | Anna Ntountounaki     | Grecia                      | 25"98 | SO   |
| 10   | 1        | 6      | Louise Hansson        | Svezia                      | 26"01 |      |
| 11   | 1        | 7      | Maaike de Waard       | Paesi Bassi                 | 26"05 |      |
| 12   | 2        | 7      | Neža Klančar          | Slovenia                    | 26"08 |      |
| 13   | 2        | 6      | Kim Busch             | Paesi Bassi                 | 26"25 |      |
| 14   | 1        | 8      | Paulina Peda          | Polonia                     | 26"44 |      |
| 15   | 2        | 8      | Sofia Spodarenko      | Kazakistan                  | 26"46 |      |
| 16   | 1        | 1      | Anastasiya Kuliashova | Atleti neutrali autorizzati | 26"57 |      |

### Spareggio
| Pos. | Corsia | Atleta            | Nazionalità | Tempo | Note |
| ---- | ------ | ----------------- | ----------- | ----- | ---- |
| 1    | 4      | Angelina Köhler   | Germania    | 25"79 | Q    |
| 2    | 5      | Anna Ntountounaki | Grecia      | 25"97 | Q    |

### Finale
| Pos. | Corsia | Atleta             | Nazionalità | Tempo | Note |
| ---- | ------ | ------------------ | ----------- | ----- | ---- |
|      | 4      | Sarah Sjöström     | Svezia      | 24"63 |      |
|      | 5      | Mélanie Henique    | Francia     | 25"44 |      |
|      | 3      | Farida Osman       | Egitto      | 25"67 |      |
| 4    | 7      | Erin Gallagher     | Sudafrica   | 25"69 |      |
| 5    | 8      | Angelina Köhler    | Germania    | 25"71 |      |
| 6    | 2      | Alexandria Perkins | Australia   | 25"85 |      |
| 7    | 6      | Anna Ntountounaki  | Grecia      | 25"89 |      |
| 8    | 1      | Brianna Throssell  | Australia   | 25"96 |      |